# Villarrubia de Santiago
Villarrubia de Santiago è un comune spagnolo situato nella comunità autonoma di Castiglia-La Mancia.

## Società

### Evoluzione demografica
Abitanti censiti